# اعدام‌های ۲۰۱۹ عربستان
در ۲۳ آوریل ۲۰۱۹، حکومت عربستان سعودی ۳۷ شهروند این کشور را به اتهام اقدامات تروریستی اعدام کرد. این اعدام‌ها به روش سر بریدن انجام شد، و بدن دو تن از اعدام شدگان نیز به صلیب کشیده شد. به گزارش وزارت کشور عربستان، همه این افراد شهروند عربستان سعودی بوده‌اند. همچنین ۳۲ نفر از ایشان از افراد اقلیت شیعه این کشور بوده‌اند.
۲۱ نفر از آنها بر اساس اعترافاتی که گفته می‌شود تحت فشار و شکنجه در خصوص اتهامات مرتبط با تروریسم در شش استان کشور گرفته شده بودند، حکم اعدام گرتند. چهارده نفر از اعدامیان در ارتباط با شرکت در اعتراضات عربستان سعودی در قطیف بود. دو جسد از اعدامیان در معرض دید عموم قرار گرفتند. سی و دو نفر از اعدام شدگان متعلق به اقلیت شیعه کشور بودند.

## واکنش‌ها
- دیده‌بان حقوق بشر به سرعت این اعدام‌ها را محکوم کرد. آدام کوگل، محقق مرکز خاورمیانه این سازمان در این باره گفت که «اعدام دسته جمعی امروز شهروندان شیعه همان بود که ما برای سال‌ها از آن هراس داشتیم.»[۲]
- سازمان عفو بین‌الملل اعدام‌ها را محکوم کرد و آن را به عنوان «نمایشی دلسردکننده از عدم توجه مقامات [سعودی] به زندگی بشر» تلقی کرد.[۱۲]